# Léonard Roufosse
Léonard Roufosse, né le 26 novembre 1945 à Liège en Belgique, est un footballeur belge qui évoluait au poste de défenseur pour le Standard de Liège, l'Union Saint-Gilloise, l'AS Eupen et l'Étoile Elsautoise.

## Biographie

### Carrière en tant que joueur

#### R Standard CL
Léonard Roufosse s'affilie pour la première fois dans un club de football à l'âge de 12 ans au R Standard CL. Chez les jeunes, il est entraîné successivement par André Riou, Papa Grisard, Pol Anoul et Michel Pavic et est champion dans toutes les catégories. 
Lors de sa première saison dans le noyau professionnel, il ne joue que quelques matchs amicaux et quelques tournois comme le tournoi de Majorque. 
Ce n'est qu'à partir de sa deuxième saison dans le club liégeois que Léonard Roufosse reçoit vraiment sa chance en tant qu'arrière gauche. 
Pendant sa période au Standard, on a découvert, à la suite d'une blessure, que Léonard Roufosse avait un problème à la colonne vertébrale. À la suite de cette découverte, il doit s'entraîner en dehors des terrains pour renforcer son dos et ne pas avoir de douleurs. Il quitte le Standard en partie pour cette raison car Roger Petit ne veut plus l'assurer médicalement. 

#### Union SG
Léonard Roufosse s'affilie à l'Union Saint-Gilloise le 1er juillet 1968 grâce à José Chenaux qui l'a convaincu de venir à Bruxelles et qui a réglé les formalités administratives avec Roger Petit, le secrétaire général du R Standard CL.
À l'Union Saint-Gilloise, Léonard Roufosse s'entraîne tous les jours à 18 h 00 du lundi au vendredi en plus du match du dimanche et côtoie des joueurs comme Fernand Verleysen, Paul Schraepen, Paul Philip, Michel Poels ou André Radar. 
Au total, il joue avec l'Union, 129 matches en Division 1 (1 but), 24 matchs en Division 2 (1 but) et 15 matchs en Coupe de Belgique. 
Il est affilié au club Bruxellois jusqu'au 30 juin 1974.

#### AS Eupen
Lors d'un match amical entre l'Union Saint-Gilloise et l'AS Eupen, Léonard Roufosse apprend que le club germanophone porte un intérêt pour lui. Les ambitions de l'AS Eupen ainsi que la proximité d'Eupen avec Liège n'ont pas fait hésité un seul instant Léonard Roufosse. Ce dernier joue deux saisons pour l'AS Eupen avant d'arrêter à cause de ses problèmes de dos.

#### Étoile Elsautoise
Après son passage à l'AS Eupen, Léonard Roufosse s'inscrit à l'École des Entraîneurs à Liège et signe à l'Étoile Elsautoise comme joueur-entraîneur.

### Carrière en tant qu'entraîneur
Léonard Roufosse a entraîné successivement :
- Elsaute (2ème provinciale)
- Manhay (2ème provinciale)
- Nassogne (3ème provinciale)
- Bure (3ème provinciale)
- Montegnée (2ème provinciale)
- Amay où il fut champion (2ème provinciale)
- Seraing (entraîneur des jeunes)
- Tilleur (directeur technique des équipes d'âge)
- Mortier